# Adodo Eddy Osaman
Adodo Eddy Osaman (nacido el 9 de noviembre de 1988) es un editor nigeriano, profesional de la formación y activista juvenil.

## Biografía
Osaman nació el 9 de noviembre de 1988 en el estado de Edo, Nigeria.Se graduó de la Universidad de Benín en 2014. Continuó estudiando ruso en la Universidad Estatal de Arquitectura de Novosibirsk y en la Universidad de Ingeniería Civil. Osaman ha sido un conocido defensor de la educación de jóvenes y adultos. Actualmente es el director ejecutivo de iGroup Nigeria. Osaman también es autor de los libros "13 Reasons for the Law" y "Canada Express Entry Bible". Durante el movimiento Black Live Matters contra el racismo, se le ha visto desempeñar algún papel en la organización del movimiento en Canadá. También se ha visto a Osaman comentando y expresando la discriminación que enfrentan las personas negras dentro de la comunidad negra. También fue noticia cuando la brutalidad policial en Nigeria generó controversia durante octubre de 2020. Actualmente trabaja como especialista en formación y mentor con diferentes organizaciones.

### Reconocimientos
- Premio al liderazgo otorgado por el Laboratorio de Tecnología de Ciencias de la Universidad de Benín.[8][9]
- Premio a las ventas de Bell Canadá.[5]

### Publicaciones destacadas
- "13 reasons for the law"[10][11]
- "Canada Express Entry Bible"[12]